# 4625 Shchedrin
4625 Shchedrin eller 1982 UG6 är en asteroid i huvudbältet som upptäcktes den 20 oktober 1982 av den rysk-sovjetiska astronomen Ljudmila Karatjkina vid Krims astrofysiska observatorium på Krim. Den är uppkallad efter den ryske tonsättaren Rodion Sjtjedrin.